# 新潟県立自然科学館
新潟県立自然科学館（にいがたけんりつしぜんかがくかん）は、新潟市中央区女池南3丁目にある新潟県立の科学館。公益財団法人科学技術広報財団、株式会社コングレの共同事業体「サイエンス・フューチャーグループ」が指定管理者として運営管理を行っている。

## 施設概要
多彩なファンタジーサイエンスに「見て、触れて、操作して、遊びながら」科学に対する興味を喚起できるように展示設計された、本格的な参加・体験型の大型総合科学館。鳥屋野潟湖畔に位置し、館内の展示は「自然の科学」「生活の科学」「不思議な広場」「新潟県の移り変わり」の4つの分野に分けられ、自然科学を総合的に理解できるように構成されている。
このほか、直径18 mのプラネタリウム、実物大の恐竜が動く「マイアサウラ劇場」、迫力ある立体映像が楽しめる「バーチャル・リアリティ劇場」、科学館オリジナル二足歩行ロボットがいる「生活を豊かにするロボット」などがあり、さらに館内では様々な実験・実演を行っている。
屋外展示場ではソーラーカーの乗車体験、西洋の古城をイメージした太陽の城、ロケットやヘリコプターがあり楽しめる。また広い花木園もあり自然観察や散策にも事欠かない。屋内の展示品が多いので、天気を気にせずゆっくりと学びながら楽しめる。
エントランスホールには科学のモニュメント「カラクリン生命球」と初代のプラネタリウム投影機「GN-18-AT型」（五藤光学研究所）が展示してある。
吹抜けのらせん階段は天井から吊り下げられたフーコーの振り子を囲む形に配置されている。

## 建設の趣旨
建設当時、新潟県政に対する県民ニーズは多様化し、物質的な面だけでなく、精神的な充実感も求められる時代になっている。新潟県では、魅力ある郷土建設のため、文化社会開発など諸施策の展開を図っていたが、とりわけ、青少年の創造性を育む施設の充実に努めていた。このような背景の中で、新潟県が立県100年を契機に建設した県立自然科学館は、時代を担う青少年が科学を正しく理解し、心豊かで創造性に富んだ社会人として立派に成長することを願ってつくられたものであり、当県の同種文化施設の中心的存在として位置づけられるものである。

## 建物概要
敷地面積／36,656m2　
建築面積／7,346.8m2
延床面積／15,314.9m2
着工年月日／1979年（昭和54年）10月24日
竣工年月日／1981年（昭和56年）7月4日
開館年月日／1981年（昭和56年）11月1日
構　　造／鉄骨鉄筋コンクリート造　地上3階　地下1階建

## 歴史
- 1981年
  - 11月1日 - 開館。
- 1991年
  - 2月24日 - 「ハイテクロボット」が生活の科学(2階)にオープン。
- 1999年
  - 2月27日 - A10「恐竜の体と暮らし」オープン。
- 2001年
  - 2月24日 - 「マルチメディア」が生活の科学(2階)にオープン[6]。
- 2005年
  - 3月5日 - 「ハイテクロボット」が「生活を豊かにするロボット」となってリニューアルされる[7]。

## 展示コーナー

### 1階

#### プラネタリウム
2011年3月から2代目の「CHRONOS Ⅱ EX」（五藤光学研究所製）によるプラネタリウム上映が行われている。

#### 新潟県の移り変わり
佐渡金山や北前船の模型と共に、新潟県の代表的な産業や交通の発展、災害との戦いについて展示している。

### 2階

#### 自然の科学
A1　天文・宇宙
地球は、銀河宇宙の中にあっては、ほんの小さな存在にすぎないが、そこに発生した人類は、大昔から果てしない宇宙に対して、限りない興味を持ち続けてきた。そして、科学の著しい進歩は、今、宇宙の未知の扉を少しずつ開き始めている。
このコーナーの中央に浮かぶ太陽系模型は、パイオニアやボイジャーなどの、探測器の成果をもとに作成したものである。私たちを惑星空間へと導いてくれる。
A2　地球
絶えず姿を変化させている地球を紹介している。
このコーナーの中心に展示してある2.4mの大地球儀は、陸地のみでなく海底地形の複雑な構造もみることができるものである。その他、各種の岩石鉱物の実物標本も展示している。
A3　地球の変遷・生物の進化
新潟県内には、3億年以上昔の岩石や化石が残っている。そのような太古の時代から現在にいたるまで、新潟県もさまざまな環境下にあったことを紹介している。
このコーナーでは、県内で採集した化石を中心に、野尻湖の発掘で有名となり、県内でも発掘されているナウマンゾウの偉容を見ることができる。そして、過去の新潟県の様子を知ることができる。
A4　新潟県の動植物
新潟県は、長い海岸線と多雪の山岳地帯にかこまれている。そこには照葉樹林からブナ林まで、地域によりさまざまな植生があり、それにつれて、すむ動物もそれぞれかわっている。
また、海では、暖流や冷水塊の関係から、南方系の生物も北方系の生物も見ることができる。
ここでは、県内からいくつかの地域を選び、そこに生活する生物を、標本やパネルで展示し、紹介している。
A5　ブナ林の環境と生物
ブナ林では四季をとおしてさまざまな生物が暮らしている。ブナ林は強い日差しや風雨をさえぎり、きれいな水と食料を提供し多種多様な生命を育んでいる。
ここでは、新潟県村上市に分布するブナ－ユキツバキ群落をモデルとしたオープンジオラマを使い、ブナを初めとするブナ林の植物群、そしてこの中でブナ林と深いつながりを持って生活している動物達を紹介しる。
A10　恐竜の体と暮らし
およそ2億4700万年前から始まる中生代に、その後1億5000万年の長い期間、地上の動物の中で栄え続けたのが恐竜である。その特異な体型と大きな体、多様な種類、さらに、すでに絶滅してしまったために解明できない神秘性と、恐竜には私たちの興味をひきつけるものがたくさんある。
近年、日本での恐竜化石の発見の報告や、世界各地での研究から、恐竜の進化や生活の様子、恐竜が生きた中生代に関して様々な情報が得られるようになった。このような恐竜研究の資料や化石をもとに、新しい恐竜像と中生代の環境について紹介する。

#### 生活の科学
生活を豊かにするロボット
新エネルギー
風の力の体験
ハイビジョン立体映像シアター
マルチメディア

### 3階

#### 自然の科学
A9　「科学の目」
肉眼では観察できなかった生物の体のしくみも、科学技術を使うことにより観察が可能になる。そのことでいままで見えなかった生物の世界を知ることができる。この展示を通して、生物の世界を探求していこうという意欲が沸いてくることを同館は望んでいる。
科学の目には、「虫めがねの世界」「鳥屋野潟の野鳥」「野外探検図鑑」「光学顕微鏡の世界」「電子顕微鏡の世界」のコーナーがあり、超ミクロの世界から超望遠カメラで探る世界までを体験できる。
中でも、電子顕微鏡は、県内では初めて一般の人が自分で操作できるもので、立体的で高い倍率の画像を観察することができる。また、二つのシンボルがあり、科学の目を象徴する「水レンズ」は順路の最初に導入シンボルとして、「DNA」は生命の基本となるものとして中央部に空間シンボルとして設置されている。電子顕微鏡の脇には大画面テレビシアターも備え、各コーナーの映像を大きく映し出すことができ、迫力のある生物の世界を観察することができる。

## 屋外展示場
鉄道車両などが保存されている。
- 国鉄9600形蒸気機関車　29622　かつて坂町機関区に所属し 米坂線で活躍していた機関車。但し、岩見沢第一機関区で廃車後小樽築港での疎開時に同型の「59609」と取り違えられて保存されている。従って本来の29622ではない。なお、本物の29622は「59609」として三笠鉄道記念館に保存されている。[8]。
- 魚沼鉄道　ハ2　魚沼鉄道から国有化後頸城鉄道に払下げられ使用された後、新潟鐵工所で保存されていたもの。
- マーキュリー・レッドストーンロケット　 アメリカ初の有人宇宙飛行「マーキュリー計画」で用いられたロケットの原寸大モックアップ。
- こしかぜ2号 (新潟県警のヘリコプター)

## 交通
- 新潟駅南口バスターミナル3番線より新潟交通バスの以下系統を利用し、「野球場・科学館前」下車　徒歩3分
「S51 女池線 笹出線・江南高校前経由 女池愛宕」「S52　女池線 笹出線・江南高校前経由 新潟市民病院」行、
- 市役所前より同バスの以下系統を利用し、「野球場・科学館前」下車　徒歩3分
「S50 女池線 西跨線橋・江南高校前経由 女池愛宕」行
  - S51・S52系統は平日概ね30分間隔で運行しているが、土曜・休日は減便となる（概ね60分間隔）。S50系統は概ね30分間隔で運行している。
- 磐越道　新潟中央ICより車で約6分
- 国道8号（新潟バイパス）桜木ICより車で約3分・女池ICより車で約5分